# الشيخ بدر
الشيخ بدر، مدينة سورية تابعة إدارياً لمحافظة طرطوس. يبلغ ارتفاعها عن سطح البحر 536 متراً. بلغ عدد سكانها وفق إحصاء سنة 2008 ما يقارب 47982 نسمة. غالبية سكانها من العلويين. 
سميت البلدة بهذا الاسم نسبة إلى ضريح الشيخ بدر الموجود بداخلها، والذي يكرّمه العلويون وغيرهم من الطوائف الدينية المحلية.

## المناخ
تتمتع المدينة بمناخ البحر الأبيض المتوسط الحار في الصيف والشتاء شبه البارد الممطر. يبلغ متوسط هطول الأمطار السنوي 1291 ملم (50.83 بوصة). 
| البيانات المناخية لـAl-Shaykh Badr | البيانات المناخية لـAl-Shaykh Badr | البيانات المناخية لـAl-Shaykh Badr | البيانات المناخية لـAl-Shaykh Badr | البيانات المناخية لـAl-Shaykh Badr | البيانات المناخية لـAl-Shaykh Badr | البيانات المناخية لـAl-Shaykh Badr | البيانات المناخية لـAl-Shaykh Badr | البيانات المناخية لـAl-Shaykh Badr | البيانات المناخية لـAl-Shaykh Badr | البيانات المناخية لـAl-Shaykh Badr | البيانات المناخية لـAl-Shaykh Badr | البيانات المناخية لـAl-Shaykh Badr | البيانات المناخية لـAl-Shaykh Badr |
| الشهر                              | يناير                              | فبراير                             | مارس                               | أبريل                              | مايو                               | يونيو                              | يوليو                              | أغسطس                              | سبتمبر                             | أكتوبر                             | نوفمبر                             | ديسمبر                             | المعدل السنوي                      |
| ---------------------------------- | ---------------------------------- | ---------------------------------- | ---------------------------------- | ---------------------------------- | ---------------------------------- | ---------------------------------- | ---------------------------------- | ---------------------------------- | ---------------------------------- | ---------------------------------- | ---------------------------------- | ---------------------------------- | ---------------------------------- |
| متوسط درجة الحرارة الكبرى °م (°ف)  | 12.0 (53.6)                        | 13.1 (55.6)                        | 16.2 (61.2)                        | 20.9 (69.6)                        | 24.8 (76.6)                        | 28.5 (83.3)                        | 29.8 (85.6)                        | 30.6 (87.1)                        | 29.3 (84.7)                        | 25.6 (78.1)                        | 20.1 (68.2)                        | 14.2 (57.6)                        | 22.1 (71.8)                        |
| المتوسط اليومي °م (°ف)             | 8.5 (47.3)                         | 9.5 (49.1)                         | 12.0 (53.6)                        | 15.8 (60.4)                        | 19.4 (66.9)                        | 23.2 (73.8)                        | 25.3 (77.5)                        | 25.9 (78.6)                        | 23.9 (75.0)                        | 20.3 (68.5)                        | 15.5 (59.9)                        | 10.6 (51.1)                        | 17.5 (63.5)                        |
| متوسط درجة الحرارة الصغرى °م (°ف)  | 5.1 (41.2)                         | 5.9 (42.6)                         | 7.9 (46.2)                         | 10.7 (51.3)                        | 14.1 (57.4)                        | 18.0 (64.4)                        | 20.8 (69.4)                        | 21.2 (70.2)                        | 18.5 (65.3)                        | 15.1 (59.2)                        | 11.0 (51.8)                        | 7.1 (44.8)                         | 13.0 (55.3)                        |
| معدل هطول الأمطار مم (إنش)         | 244 (9.6)                          | 221 (8.7)                          | 187 (7.4)                          | 107 (4.2)                          | 36 (1.4)                           | 4 (0.2)                            | 1 (0.0)                            | 3 (0.1)                            | 21 (0.8)                           | 63 (2.5)                           | 125 (4.9)                          | 279 (11.0)                         | 1٬291 (50.8)                       |
| المصدر: Climate-data.org           |                                    |                                    |                                    |                                    |                                    |                                    |                                    |                                    |                                    |                                    |                                    |                                    |                                    |